# Nabucco (pijpleiding)

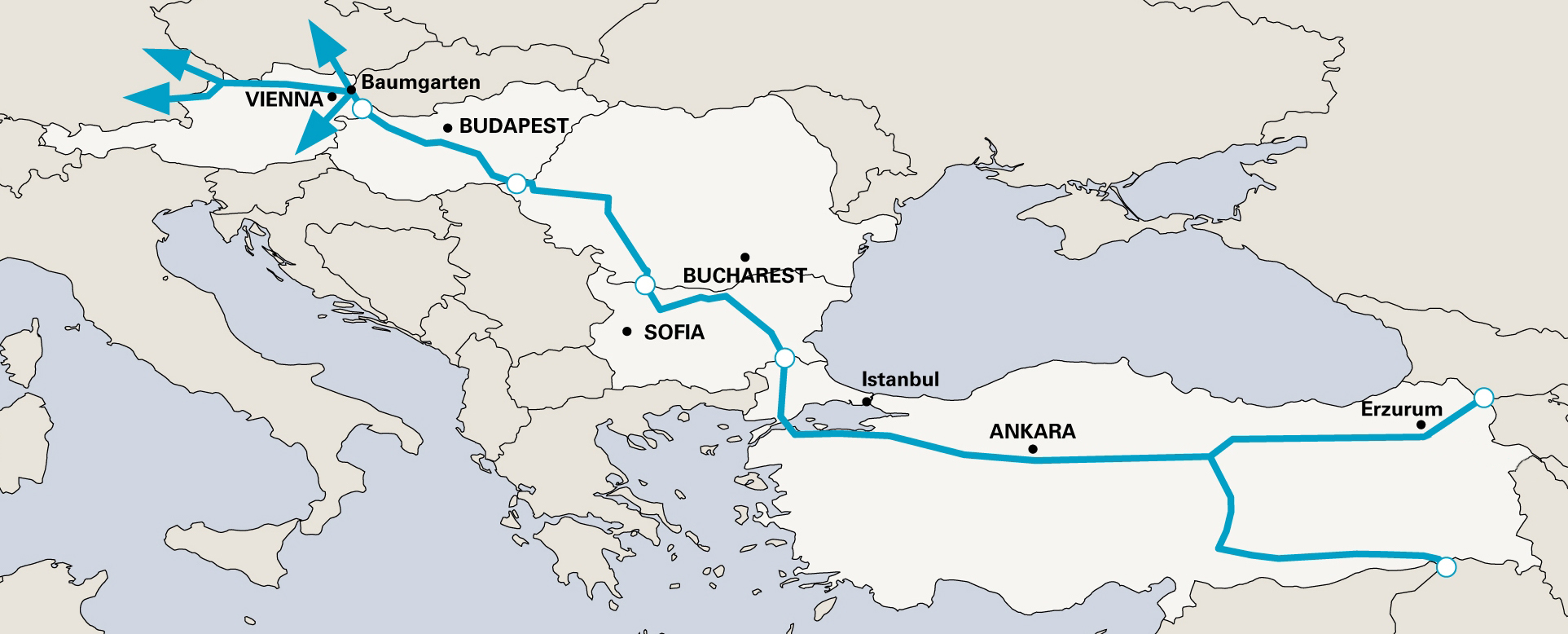
Kaart van volledig verloop van de Nabucco-pijpleiding

Kaart met bestaande en geplande pijpleidingen vanuit Bakoe

De Nabucco-pijpleiding was een plan voor een pijpleiding om aardgas te vervoeren uit de landen rondom de Kaspische Zee naar de lidstaten van de Europese Unie. In het plan zou de pijpleiding vanaf de Zuid-Kaukasus pijplijn bij de Georgisch-Turkse grens door Turkije via de Balkan naar Oostenrijk lopen, en omzeilt zo het Russische grondgebied.
Het plan werd gesteund door de Europese Unie (EU) en de Verenigde Staten die een diversificatie van gasleveranciers wilden bewerkstellingen om de afhankelijkheid van Russisch gas te verminderen. Rusland, de hoofdleverancier van gas aan de EU, steunde het Nabucco-project niet. Dit maakte het Nabucco-project controversieel en onderwerp van de geopolitieke discussie tussen Rusland en Westerse landen.
De gasleiding zou worden aangelegd door Nabucco Gas Pipeline International (NIC), een gezamenlijke onderneming van zes grote energiemaatschappijen. Deze zes, elk met een aandelenbelang van 16,67%, waren: Bulgarian Energy Holding (Bulgarije), BOTAŞ (Turkije), MOL (Hongarije), OMV (Oostenrijk), RWE (Duitsland) en Transgaz (Roemenië).
Medio 2013 werd besloten de aanleg van de pijpleiding te annuleren. Het kreeg echter kort daarna een vervolg met de aanleg in Turkije van de trans-Anatolische pijplijn (TANAP) naar de EU, die de Zuid-Kaukasuspijpleiding met de Grieks-Italiaanse trans-Adriatische pijpleiding moest verbinden.

## Voorbereidingen
In februari 2002 begonnen de voorbereidingen voor het Nabucco-project, wanneer de eerste gesprekken tussen OMV en BOTAŞ plaatsvonden. Vijf bedrijven ondertekenden in juni 2002 een intentieakkoord om de Nabucco-pijpleiding aan te leggen. De Europese Commissie zegde het jaar daarop financiële steun aan het project toe. In 2008 kwam het project in een stroomversnelling. RWE tekende zich in als aandeelhouder en het eerste contract, de garantie van gastoevoer vanuit Azerbeidzjan naar Bulgarije, werd getekend.

### Ankara
In juli 2009 ondertekenden de eerste ministers van Turkije, Oostenrijk, Hongarije, Roemenië en Bulgarije het contract tot aanleg van deze pijpleiding. Ook de voorzitter van de Europese Commissie José Manuel Barroso was in Ankara aanwezig.
In oktober 2009 tekenden Kazachstan en Turkije een strategisch partnerschap waarin transport van aardolie (via de Bakoe-Tbilisi-Ceyhan-pijpleiding) en aardgas, via de Nabucco-pijpleiding werd voorzien.
De totale investering voor de aanleg werd geraamd op € 7,9 miljard, waarvan het aandeel voor de EU € 250 miljoen was. Toen was nog de ambitie dat vanaf 2015 zo'n 8 miljard m³ aardgas vanuit de Centraal-Aziatische Republieken - vooral Azerbeidzjan - naar Europa zou stromen.

### Kayseri
Op 8 juni 2011 zijn in de Turkse stad Kayseri diverse documenten getekend die een belangrijke vervolgstap betekenden voor de aanleg van de pijpleiding. De landen, waardoor de Nabucco-pijpleiding gaat lopen, hebben overeenstemming bereikt om de aanleg van de pijpleiding mogelijk te maken. De volgende stap was het tekenen van de contracten met landen en bedrijven die het gas gaan leveren dat door de pijpleiding gaat stromen. Belangrijke gasleveranciers in de regio zijn, onder andere, Azerbeidzjan, Turkmenistan, Irak, en Oezbekistan.

## Details pijpleiding
De pijpleiding van 3900 kilometer zou lopen van de Turkse grens met Georgië, via Turkije, Bulgarije, Roemenië en Hongarije naar het aardgasknooppunt Baumgarten bij Wenen in Oostenrijk. Bij Baumgarten komen diverse Russische pijpleidingen West-Europa binnen en er bestaat reeds een goede infrastructuur om het gas verder naar het westen te transporteren. De aanleg zou in 2013 van start en het eerste aardgas werd in 2017 verwacht. De stalen pijpen krijgen een diameter van 1422 millimeter (56 inch) met een wanddikte van 22-36 millimeter. De uiteindelijke capaciteit zou komen te liggen op ongeveer 31 miljard m³ aardgas per jaar.

## Aanleg geannuleerd
Medio januari 2012 heeft de bestuursvoorzitter van RWE in een interview gezegd te overwegen uit het Nabucco-project te stappen. RWE kampte met financiële problemen mede als gevolg van het Duitse besluit alle kerncentrales in het land te gaan sluiten. Als RWE zich terugtrekt uit het project dan komt de bouw van de pijpleiding in gevaar.
Medio 2013 werd de bouw van de pijplijn geannuleerd. Het besluit werd genomen op basis van geopolitieke overwegingen en twijfels over de financiële haalbaarheid van het project. Als het concurrerende plan van Rusland met de Southstream-pijpleiding, die op de bodem van de Zwarte Zee komt te liggen en ook aardgas naar Zuid-Europa gaat brengen, ook zou worden uitgevoerd dan is de vraag onvoldoende om de pijpleiding winstgevend te exploiteren. Verder waren onvoldoende landen bereid aardgas te leveren.